# Masakra w Zhuhai
Masakra w Zhuhai – atak z użyciem rozpędzonego pojazdu na przypadkowych pieszych, do którego doszło 11 listopada 2024 roku w mieście Zhuhai w prowincji Guangdong w Chińskiej Republice Ludowej. 62-letni mężczyzna, rozwodnik chcący się zemścić na społeczeństwie za fakt rozstania z żoną, wjechał z impetem w tłum ludzi znajdujących się na zewnątrz Stadionu Miejskiego w Zhuhai znajdującego się na terenie kompleksu sportowego, gdzie wówczas odbywał się pokaz samolotów wojskowych China Air Show. W wyniku ataku zginęło 35 osób, a ranne zostały 43 inne (w tym sprawca, który okaleczył się nożem siedząc w pojeździe i trafił do szpitala).
Sekretarz generalny Komunistycznej Partii Chin Xi Jinping potępił atak i zaapelował do lokalnych władz i społeczności o pomoc dla ofiar i oddawanie krwi, dodając iż sprawca powinien zostać przykładnie ukarany przez wymiar sprawiedliwości.